# Грийн (окръг, Тенеси)
Вижте пояснителната страница за други населени места с името Грийн.
Окръг Грийн (на английски: Greene County) е окръг в щата Тенеси, Съединени американски щати. Площта му е 1621 km², а населението – 62 909 души (2000). Административен център е град Грийнвил.